# Krabat

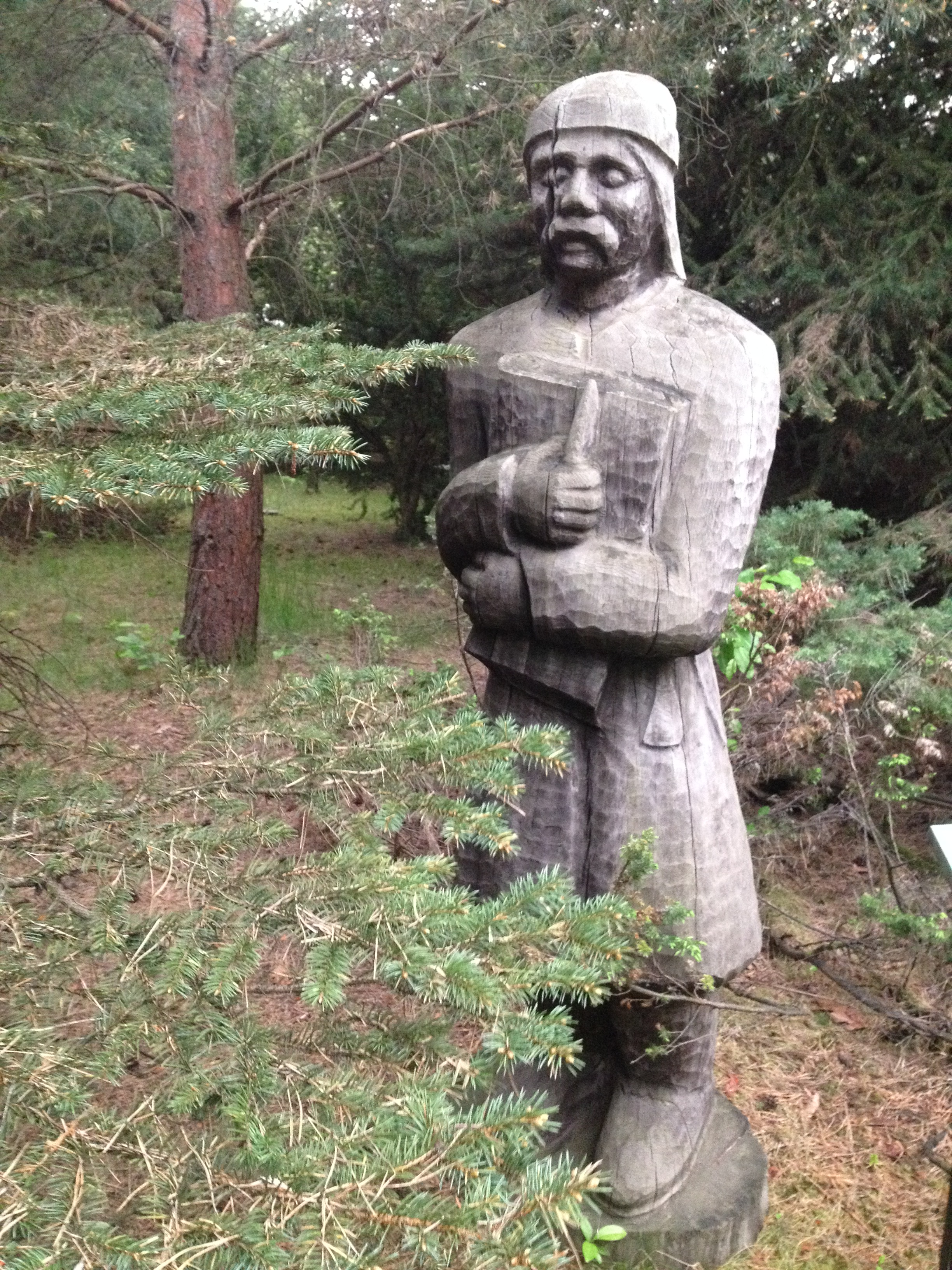
Houten beeld van Krabat in Běła Woda

Krabat (afgeleid van het woord Hrvat, "Kroaat") is een legendarische Sorbische held en tovenaar. De sagen over hem spelen zich af rondom de Duitse plaats Hoyerswerda. In Nederland en België heeft hij enige bekendheid vanwege het boek Meester van de zwarte molen van Otfried Preußler.

## Verhaal
De jonge Krabat gaat werken bij een watermolen. Al spoedig blijkt dat de molenaar een tovenaar is. Krabat leest stiekem in het toverboek van zijn meester, maar die wil wraak nemen als hij dit te weten komt. Alleen de liefde van zijn moeder kan Krabat nog redden. Als hij daadwerkelijk gered is, doodt hij zijn meester in een duel. Met zijn toverkunsten helpt hij de onderdrukte Sorbische bevolking van de streek en wordt zo een volksheld.
In de loop van de tijd is de sage steeds gewijzigd en aangevuld. In de oudst bekende versie van Joachim Leopold Haupt (1837) is Krabat nog een boosaardige landheer uit Groß-Särchen, die met de ossenploeg een rechte beek krom maakte waardoor de hoogveenmoerassen van de Lausitz ontstonden.

### Terugkerende thema's
Enkele terugkerende thema’s in de diverse versies van de sage zijn:
- De molenaar blijkt een tovenaar te zijn, de molen is een leerschool voor de zwarte kunsten. De molenaar heeft een verbond met de duivel, maar is niet de duivel zelf.
- De molenjongens worden slecht behandeld door hun meester. In de Lausitz doen hierover verschillende sagen de ronde, waarin de schelm Pumphut de molenjongens helpt. Deze Pumphut (Hobbezak) is door Preußler in de Krabat-sage verwerkt.
- Om gered te kunnen worden van de wraak van de molenaar, moet de geliefde of moeder van Krabat hem herkennen tussen de andere molenjongens. De jongens zijn daarbij omgetoverd tot raven. De liefde blijkt echter krachtiger dan de betovering. In andere versies geeft Krabat zijn moeder of geliefde een afgesproken teken.
- De molenaar bezit een toverboek waaruit Krabat stiekem de zwarte kunst leert. In de versie van Preußler heet dit boek de Koraktor. In werkelijkheid zou het om de grimoire Het zesde en zevende boek van Mozes kunnen gaan, dat indertijd in Saksen bekend was. Het boek zou na de dood van de molenaar in de dorpsvijver van Groß-Särchen geworpen zijn.
- Krabat kan vliegen, waardoor hij moeiteloos van de Koselbruch naar Dresden kan vliegen (ca. 50 km), waar hij de keurvorst van Saksen (August de Sterke) kan ontmoeten. Bij een van deze vluchten wordt de kerktoren van Kamenz geraakt, die nog altijd scheef is. In het verhaal van Preußler vliegt Krabat niet zelf naar Dresden, maar reist hij samen met zijn meester in een boven de wolken vliegende paardenkoets.
- Een regiment soldaten kan uit haverkorrels worden getoverd. Hiermee kon de Sorbische bevolking tegen de invallen van de Zweden worden beschermd.
- Personen worden door een magisch halster omgetoverd in paarden of ossen. Als een zo’n paard wordt verkocht op de markt, kan een medeplichtige het halster weer afdoen en verandert het paard weer in een mens, die snel moet vluchten voor de bedrogen paardenkoper.
- Krabat staat op goede voet met August de Sterke, die oorlog voert tegen de Turken. De tovenaar redt de keurvorst van een moordaanslag.
- Door zijn kennis van magie en de molentechniek  weet Krabat de waterhuishouding van het landschap van de Oberlausitz te reguleren en het land vruchtbaar te maken.
- Bij zijn dood in een herberg te Groß-Särchen veranderde Krabat zich in een zwaan. Deze herberg heet tot op de dag van vandaag Zum Schwan.

## Achtergrond
De historische achtergrond van alle sagen en legenden rondom de figuur Krabat is het feit dat August de Sterke in 1696 een man met de naam Johannes Schadowitz meenam uit de Grote Turkse Oorlog. Deze Schadowitz zou ervoor hebben gezorgd dat de Turken de keurvorst niet gevangen konden nemen. Als dank kreeg hij het landgoed Groß-Särchen.
Schadowitz werd geboren in 1624 in Kroatië en stierf op 29 mei 1704 in Groß-Särchen. Zijn graf bevindt zich in het nabijgelegen Wittichenau (Kulow). Hij was cavalerie-officier in het leger dat tegen de Turken vocht. Door zijn herkomst, zijn uiterlijk en zijn zonderlinge gedrag werd hij voor tovenaar aangezien en krabat genoemd.
Het begrip krabat werd voor de op de Balkan levende Kroaten gebruikt. De vorm kravat werd gebruikt voor de Kroatische soldaten die onder Napoleon dienden en zich van de andere soldaten onderscheidden door een rode doek om hun hals, de zogenaamde cravate.

## Cultuur
Krabat wordt als volksheld en als symbool voor de Sorbische cultuur veel in de kunst gebruikt. Er zijn verschillende literaire bewerkingen van de sage, waarbij die van Otfried Preußler uit 1973 het meest bekend is. De Sorbische schrijver Jurij Brězan heeft verhalen over het thema geschreven, te weten Die Schwarze Mühl (1968), Krabat oder die Verwandlung der Welt (1976) en  Krabat oder Die Bewahrung der Welt (1993).
Gebaseerd op het boek van Preußler is de film Krabat (2008). Daarnaast zijn er toneelstukken, opera’s, tekenfilms en hoorspelen. Zaubererbruder, een album van de Duitse band ASP gaat in zijn geheel over Krabat.
Krabat en de Zwarte Molenaar zijn de ambassadeurs van de regio Oberlausitz. Er is een fietsroute tussen Schwarzkollm en Groß-Särchen aangelegd. Deze voert langs de belangrijkste plaatsen uit de verhalen. Jaarlijks vindt in de regio het Krabatfest plaats. Op de markt van Wittichenau staat een standbeeld voor Krabat/Schadowitz. Ook elders in de omgeving zijn standbeelden en gedenktekens te vinden.